# Atenguillo
Atenguillo es una localidad del estado mexicano de Jalisco. Es la cabecera del municipio de Atenguillo.

## Toponimia
El nombre «Atenguillo» proviene de los términos en náhuatl: atl, agua; tendli, labio; co, lugar. Su significado es «En la orilla del agua».

## Demografía
| Gráfica de evolución demográfica |
|                                  |

| Censo | Población |
| ----- | --------- |
| 1900  | 1 103     |
| 1910  | 1 179     |
| 1921  | 2 243     |
| 1930  | 1 197     |
| 1940  | 1 377     |
| 1950  | 1 404     |
| 1960  | 1 559     |
| 1970  | 1 664     |
| 1980  | 1 510     |
| 1990  | 1 496     |
| 2000  | 1 575     |
| 2010  | 1 547     |
| 2020  | 1 589     |